# 芬斯頓 (喬治亞州)
芬斯頓（英語：Funston）是一個位於美國喬治亞州科爾奎特縣的城鎮。

## 地理
芬斯頓的座標為31°11′55″N 83°52′23″W / 31.19861°N 83.87306°W，而該地的平均海拔高度為107米（即351英尺）。

## 人口
根據2010年美國人口普查的數據，芬斯頓的面積為3.00平方千米，當中陸地面積為3.00平方千米，而水域面積為0.00平方千米。當地共有人口449人，而人口密度為每平方千米150人。